# 금정산성
금정산성(金井山城, 영어: Geumjeongsanseong Fortress)은 부산광역시 금정구 금성동에 있는 삼국시대의 성곽이다. 1971년 2월 9일 대한민국의 사적 제215호로 지정되었다.

## 개요
임진왜란과 정유재란 때 금정산성이 함락되어 재건축되었다. 한국에서 규모가 가장 큰 산성답게 행정구역도 부산 금정구와 북구, 동래구를 비롯해 경남 양산시와도 경계를 이룬다. 때문에 산성을 오르는 코스는 매우 다양하다. 산성을 순회하는 코스 역시 무궁무진하게 짤 수 있다. 1701년~1703년(숙종 29년)에 건설이 완료되었다. 벽 공사는 1707년에 끝났으며, 17km 길이에 1.5 ~ 3m 높이이다. 성 내부의 넓이는 8.2 제곱km이다. 1807년까지 유지비용 때문에 사용되지 않았다. 금정산성 서문이 그 시기에 지어졌다.
일제강점기에 많은 성곽이 유실되었으나 복원작업을 통해 거의 복원하였다. 금정산성 북문은 성벽으로 둘려싸여 있으며 북문을 들어가면 휴식처와 주변에는 토양식 주차장이 있고 계명봉을 올라갈수 있는 길이 있다. 금정산성 남문 주위의 지역은 휴식 공간으로 인기가 있다. 금정산성 서문은 가기 힘들기 때문에 거의 찾지 않는다고 한다.

## 현지 안내문
조선시대에 돌로 쌓은 석성으로 임진왜란과 병자호란을 겪고 난 후인 숙종 29년(1703)에 국방을 튼튼히 하고 바다를 지킬 목적으로 쌓은 곳이다. 전체길이는 약 17km이다.
『증보문헌비고』에 의하면 박태항에게 책임지어 쌓게 한 것으로 기록되어 있으나, 이에 앞서 현종 8년(1667) 통제사 이지형이 왕에게 금정산성을 고칠 것을 건의하는 기록이 있는 것으로 보아 이미 오래 전에 쌓은 것으로 보인다.
낙동강 하구와 동래지방이 내려다 보이는 중요한 곳에 있어 바다로 침입하는 적에 대비한 성임을 알 수 있으며, 성의 크기나 성벽을 쌓은 양식으로 볼 때 처음 성을 쌓은 시기는 보다 앞선 시기까지도 올려 볼 수 있다.
숙종 33년(1707)에는 성이 너무 넓다 해서 성의 중간에 남북을 구분하는 성을 쌓았고 영조 50년(1774)에는 성이 너무 커서 지키기 어렵다 하여 일단 폐지하였다. 순조 6년(1806)에 성을 다시 고쳤으며, 성벽은 화강암을 자연석 그대로 이용하였다. 일제 강점기에 일본인들에 의해 파괴된 것을 1972년부터 1974년까지 동문·서문·남문을 복원하였으며, 1989년에 북문을 복원하였다.
현재 4㎞의 성벽이 남아 있으나, 조선 후기에 도성과 주변의 대규모 방어시설을 충실히 하는 과정에서 만들어진 우리나라 최대 규모의 산성으로 중요한 의의를 지니고 있다.

## 복원
일제강점기에 많은 성곽이 유실되었기 때문에 1972년부터 복원 작업이 시작되어 동문, 남문, 서문이 1974년 완공되었다. 부산시가 진행하는 복원 계획은 완료되었다. 1996년부터 2010년까지 다단계로 진행되었다.
- 1단계(1996~2000): 서쪽 구역 복원
- 2단계(2000~2005): 동문~북문 사이의 벽 및 3,4 전망대 복원
- 3단계(2006~2010): 서문과 동문의 남쪽 및 1,2 전망대 복원

## 발굴문화재
부산광역시립박물관에서 2016.10.26부터 12.27까지 금정산성 정비사업부지 내 유적을 시굴조사한 결과 수키와 등 30건 30점 3박스 분량의 유물이 발굴되어 동 박물관에 보관하고 있다.

## 참고 문헌
- 이 문서에는 다음커뮤니케이션(현 카카오)에서 GFDL 또는 CC-SA 라이선스로 배포한 글로벌 세계대백과사전의 내용을 기초로 작성된 글이 포함되어 있습니다.

## 같이 보기
- 금정산
- 금정진 관아터 - 부산광역시 문화재자료 제36호
- 산성로 - 부산광역시도

## 참고 자료
- 금정산성 - 국가유산청 국가유산포털